# Wilhelm Schütte
Wilhelm Schütte (* 14. August 1900 in Mülheim-Heißen; † 17. April 1968 in Wien) war ein deutsch-österreichischer Architekt.

## Leben
Schüttes Eltern Hans und Elisabeth, geb. Doll, stammten beide aus Pfarrersfamilien, sein Vater war selbst Pfarrer. 1902 zog die Familie nach Mülheim am Rhein, das 1914 nach Köln eingemeindet wurde. Wilhelm Schütte besuchte hier das Gymnasium und legte 1917, im Ersten Weltkrieg, das Notabitur ab. Anschließend arbeitete er auf verschiedenen Baustellen und bei unterschiedlichen Firmen. Von Ende Juni bis Ende November 1918 musste er Kriegsdienst leisten. Seit dem Sommersemester 1918 studierte Schütte parallel Bauingenieurwesen an der TH Aachen. Ab dem Wintersemester 1918/19 wechselte er an die Technische Hochschule Darmstadt, wo er 1920 mit dem Vordiplom abschloss. Anschließend arbeitete er als Architekt und Bauführer bei Karl Doll in Essen und studierte Architektur an der Technischen Hochschule München. 1922 arbeitete er im Architekturbüro von Martin Elsaesser in Köln, wo er Möbel entwarf. 1922/23 schloss Schütte sein Architekturstudium in München mit dem Diplom bei Theodor Fischer ab. Anschließend arbeitete er im Büro von Theodor Fischer und im Büro von Robert Vorhoelzer. Danach war er kurz Baureferendar bei der Oberpostdirektion München, 1925 schloss Schütte dann seine Ausbildung zum Regierungsbaumeister ab.
Am Projekt Neues Frankfurt wurde er Leiter der Unterabteilung Schulbau. Der Schulbau blieb auch später sein hauptsächliches Aufgabengebiet. In Frankfurt lernte er Margarete Lihotzky kennen, die er 1928 heiratete.
Später war er auch in China, der Sowjetunion, bis August 1937, und Frankreich tätig, bevor er 1938 nach Istanbul emigrierte, wo er eine Dozentenstelle antreten konnte. In der Türkei konnte er auf Vermittlung von Robert Vorhoelzer einige Schulen errichten. Durch Entwendung offiziellen Briefpapiers der türkischen Regierung gelang es ihm, für seine Frau Margarete Schütte-Lihotzky, gegen die in Deutschland wegen Hochverrates die Todesstrafe beantragt worden war, eine Haftstrafe zu erreichen.
Ab 1947 lebte er in Wien und nahm die österreichische Staatsbürgerschaft an, erhielt aber – ebenso wie seine Frau – als Kommunist kaum Aufträge, so dass seine Bauten in erster Linie Auftragswerke der KPÖ waren. Er blieb, auch nachdem er sich 1951 von seiner Frau getrennt hatte, in Wien. Nach der Gründung der österreichischen Sektion der CIAM im Jahre 1948 wurde er deren Generalsekretär.

## Werke (Auswahl)
- 1923–24 Postwohn- und Übernachtungsgebäude in Berchtesgaden
- 1925–27 Konrad-Haenisch-Schule, Frankfurt am Main (zusammen mit Martin Elsaesser)
- 1927–28 Ludwig Richter Schule, Frankfurt am Main.(zusammen mit Martin Elsaesser)
- 1927–29 Volksschule Niederursel (seit 1965 Heinrich-Kromer-Schule), Frankfurt am Main
- 1928/30 Freiluftklassen Frankensteinerschule
- 1928–29 Schule in der Römerstadt (seit 1964 Geschwister-Scholl-Schule), Frankfurt am Main
- 1926–29 Holzhausenschule, Frankfurt am Main
- Anfang 1930er-Jahre: Schule für 640 Schüler, 1. Quartal, Magnitogorsk
- 1960–1961 Sonderschule, Wien-Floridsdorf[1]